# Liste der French-Open-Sieger (Mixed)
Diese Liste enthält alle Finalisten im Mixed bei den Championnat de France international de Tennis (bis 1967) und den French Open (ab 1968). Margaret Smith Court ist mit vier Titeln Rekordsiegerin. Ken Fletcher und Jean-Claude Barclay waren bei den Herren mit drei Titeln am häufigsten erfolgreich.
| Jahr                | Sieger                                   | Finalgegner                                | Ergebnis                        |
| ------------------- | ---------------------------------------- | ------------------------------------------ | ------------------------------- |
| 1902                | Yvonne Prévost Réginald Forbes           | Adine Masson Willy Masson                  |                                 |
| 1903                | Yvonne Prévost Réginald Forbes           |                                            |                                 |
| 1904                | Kate Gillou-Fenwick Max Décugis          |                                            |                                 |
| 1905                | Yvonne de Pfeffel Max Décugis            |                                            |                                 |
| 1906                | Yvonne de Pfeffel Max Décugis            |                                            |                                 |
| 1907                | A. Péan Robert Wallet                    |                                            |                                 |
| 1908                | Kate Gillou-Fenwick Max Décugis          |                                            |                                 |
| 1909                | Jeanne Matthey Max Décugis               |                                            |                                 |
| 1910                | Marguerite Mény Édouard Mény de Marangue |                                            |                                 |
| 1911                | Marguerite Broquedis André Gobert        | Marguerite Mény Édouard Mény de Marangue   | 6:4, 6:3                        |
| 1912                | Daisy Speranza William Laurentz          |                                            |                                 |
| 1913                | Daisy Speranza William Laurentz          |                                            |                                 |
| 1914                | Suzanne Lenglen Max Décugis              |                                            |                                 |
| 1915–1918           | ausgefallen (Erster Weltkrieg)           | ausgefallen (Erster Weltkrieg)             | ausgefallen (Erster Weltkrieg)  |
| 1920                | Suzanne Lenglen Max Décugis              | Marie Conquet Marcel Dupont                | 6:0, 6:3                        |
| 1921                | Suzanne Lenglen Jacques Brugnon          | Marguerite Broquedis Max Décugis           | 6:4, 6:1                        |
| 1922                | Suzanne Lenglen Jacques Brugnon          | Germaine Golding Jean Borotra              | 6:0, 6:0                        |
| 1923                | Suzanne Lenglen Jacques Brugnon          | Yvonne Bourgeois Henri Cochet              | 6:1, 7:5                        |
| 1924                | Marguerite Broquedis Jean Borotra        |                                            |                                 |
| 1925                | Suzanne Lenglen Jacques Brugnon          | Julie Vlasto Henri Cochet                  | 6:2, 6:2                        |
| 1926                | Suzanne Lenglen Jacques Brugnon          | Suzanne LeBesnerais Jean Borotra           | 6:4, 6:3                        |
| 1927                | Marguerite Broquedis Jean Borotra        | Lilí Álvarez Bill Tilden                   | 6:4, 2:6, 6:2                   |
| 1928                | Eileen Bennett Henri Cochet              | Helen Wills Moody Frank Hunter             | 3:6, 6:3, 6:3                   |
| 1929                | Eileen Bennett Henri Cochet              | Helen Wills Moody Frank Hunter             | 6:3, 6:2                        |
| 1930                | Cilly Aussem Bill Tilden                 | Eileen Bennett Henri Cochet                | 6:4, 6:4                        |
| 1931                | Betty Nuthall Patrick Spence             | Dorothy Shepherd-Barron Henry Austin       | 6:3, 5:7, 6:3                   |
| 1932                | Betty Nuthall Fred Perry                 | Helen Wills Moody Sidney Wood              | 6:4, 6:2                        |
| 1933                | Margaret Scriven Jack Crawford           | Betty Nuthall Fred Perry                   | 6:2, 6:3                        |
| 1934                | Colette Rosambert Jean Borotra           | Elizabeth Ryan Adrian Quist                | 6:2, 6:4                        |
| 1935                | Lolette Payot Marcel Bernard             | Sylvie Jung Henrotin André Martin-Legeay   | 4:6, 6:2, 6:4                   |
| 1936                | Billie Yorke Marcel Bernard              | Sylvie Jung Henrotin André Martin-Legeay   | 7:5, 6:8, 6:3                   |
| 1937                | Simonne Mathieu Yvon Petra               | Marie Luise Horn Roland Journu             | 7:5, 7:5                        |
| 1938                | Simonne Mathieu Dragutin Mitić           | Nancye Wynne Christian Boussus             | 2:6, 6:3, 6:4                   |
| 1939                | Sarah Palfrey Cooke Elwood Cooke         | Simonne Mathieu Franjo Kukuljević          | 4:6, 6:1, 7:5                   |
| 1940–1945           | ausgefallen (Zweiter Weltkrieg)          | ausgefallen (Zweiter Weltkrieg)            | ausgefallen (Zweiter Weltkrieg) |
| 1946                | Pauline Betz Budge Patty                 | Dorothy Bundy Tom Brown                    | 7:5, 9:7                        |
| 1947                | Sheila Piercey Summers Eric Sturgess     | Jadwiga Jędrzejowska Christian Caralulis   | 6:0, 6:0                        |
| 1948                | Pat Canning Todd Jaroslav Drobný         | Doris Hart Frank Sedgman                   | 6:3, 3:6, 6:3                   |
| 1949                | Sheila Piercey Summers Eric Sturgess     | Jean Quertier Gerry Oakley                 | 6:1, 6:1                        |
| 1950                | Barbara Scofield Enrique Morea           | Pat Canning Todd Bill Talbert              | kampflos                        |
| 1951                | Doris Hart Frank Sedgman                 | Thelma Coyne Long Mervyn Rose              | 7:5, 6:2                        |
| 1952                | Doris Hart Frank Sedgman                 | Shirley Fry Eric Sturgess                  | 6:8, 6:3, 6:3                   |
| 1953                | Doris Hart Vic Seixas                    | Maureen Connolly Mervyn Rose               | 4:6, 6:4, 6:0                   |
| 1954                | Maureen Connolly Lew Hoad                | Jacqueline Patorni Rex Hartwig             | 6:4, 6:3                        |
| 1955                | Darlene Hard Gordon Forbes               | Jenny Staley Luis Ayala                    | 5:7, 6:1, 6:2                   |
| 1956                | Thelma Coyne Long Luis Ayala             | Doris Hart Bob Howe                        | 4:6, 6:4, 6:1                   |
| 1957                | Věra Suková Jiří Javorský                | Edda Buding Luis Ayala                     | 6:3, 6:4                        |
| 1958                | Shirley Bloomer Nicola Pietrangeli       | Lorraine Coghlan Bob Howe                  | 8:6, 6:2                        |
| 1959                | Yola Ramírez Billy Knight                | Renée Schuurman Rod Laver                  | 6:4, 6:4                        |
| 1960                | Maria Bueno Bob Howe                     | Ann Haydon-Jones Roy Emerson               | 1:6, 6:1, 6:2                   |
| 1961                | Darlene Hard Rod Laver                   | Věra Suková Jiří Javorský                  | 6:0, 2:6, 6:3                   |
| 1962                | Renée Schuurman Bob Howe                 | Lesley Turner Fred Stolle                  | 3:6, 6:4, 6:4                   |
| 1963                | Margaret Smith Court Ken Fletcher        | Lesley Turner Fred Stolle                  | 6:1, 6:2                        |
| 1964                | Margaret Smith Court Ken Fletcher        | Lesley Turner Fred Stolle                  | 6:3, 4:6, 8:6                   |
| 1965                | Margaret Smith Court Ken Fletcher        | Maria Bueno John Newcombe                  | 6:4, 6:4                        |
| 1966                | Annette van Zyl Frew McMillan            | Ann Haydon-Jones Clark Graebner            | 1:6, 6:3, 6:2                   |
| 1967                | Billie Jean King Owen Davidson           | Ann Haydon-Jones Ion Țiriac                | 6:3, 6:1                        |
| Beginn der Open Era |                                          |                                            |                                 |
| 1968                | Françoise Dürr Jean-Claude Barclay       | Billie Jean King Owen Davidson             | 6:1, 6:4                        |
| 1969                | Margaret Smith Court Marty Riessen       | Françoise Dürr Jean-Claude Barclay         | 6:3, 6:2                        |
| 1970                | Billie Jean King Bob Hewitt              | Françoise Dürr Jean-Claude Barclay         | 3:6, 6:4, 6:2                   |
| 1971                | Françoise Dürr Jean-Claude Barclay       | Winnie Shaw Tomas Lejus                    | 6:2, 6:4                        |
| 1972                | Evonne Goolagong Kim Warwick             | Françoise Dürr Jean-Claude Barclay         | 6:2, 6:4                        |
| 1973                | Françoise Dürr Jean-Claude Barclay       | Betty Stöve Patrice Dominguez              | 6:1, 6:4                        |
| 1974                | Martina Navrátilová Iván Molina          | Rosie Reyes Marcelo Lara                   | 6:3, 6:3                        |
| 1975                | Fiorella Bonicelli Thomaz Koch           | Pam Teeguarden Jaime Fillol                | 6:4, 7:6                        |
| 1976                | Ilana Kloss Kim Warwick                  | Delina Boshoff Colin Dowdeswell            | 5:7, 7:6, 6:2                   |
| 1977                | Mary Carillo John McEnroe                | Florența Mihai Iván Molina                 | 7:6, 6:3                        |
| 1978                | Renáta Tomanová Pavel Složil             | Virginia Ruzici Patrice Dominguez          | 7:6, Aufgabe                    |
| 1979                | Wendy Turnbull Bob Hewitt                | Virginia Ruzici Ion Țiriac                 | 6:3, 2:6, 6:3                   |
| 1980                | Anne Smith Billy Martin                  | Renáta Tomanová Stanislav Birner           | 2:6, 6:4, 8:6                   |
| 1981                | Andrea Jaeger Jimmy Arias                | Betty Stöve Fred McNair                    | 7:6, 6:4                        |
| 1982                | Wendy Turnbull John Lloyd                | Cláudia Monteiro Cássio Motta              | 6:2, 7:6                        |
| 1983                | Barbara Jordan Eliot Teltscher           | Leslie Allen Charles Strode                | 6:2, 6:3                        |
| 1984                | Anne Smith Dick Stockton                 | Anne Minter Laurie Warder                  | 6:2, 6:4                        |
| 1985                | Martina Navratilova Heinz Günthardt      | Paula Smith Francisco González             | 2:6, 6:3, 6:2                   |
| 1986                | Kathy Jordan Ken Flach                   | Rosalyn Fairbank Mark Edmondson            | 3:6, 7:63, 6:3                  |
| 1987                | Pam Shriver Emilio Sánchez Vicario       | Lori McNeil Sherwood Stewart               | 6:3, 7:64                       |
| 1988                | Lori McNeil Jorge Lozano                 | Brenda Schultz-McCarthy Michiel Schapers   | 7:5, 6:2                        |
| 1989                | Manon Bollegraf Tom Nijssen              | Arantxa Sánchez Vicario Horacio de la Peña | 6:3, 6:73, 6:2                  |
| 1990                | Arantxa Sánchez Vicario Jorge Lozano     | Nicole Provis Danie Visser                 | 7:65, 7:68                      |
| 1991                | Helena Suková Cyril Suk                  | Caroline Vis Paul Haarhuis                 | 3:6, 6:4, 6:1                   |
| 1992                | Arantxa Sánchez Vicario Mark Woodforde   | Lori McNeil Bryan Shelton                  | 6:2, 6:3                        |
| 1993                | Jewgenija Manjukowa Andrei Olchowski     | Elna Reinach Danie Visser                  | 6:2, 4:6, 6:4                   |
| 1994                | Kristie Boogert Menno Oosting            | Larisa Neiland Andrei Olchowski            | 7:5, 3:6, 7:5                   |
| 1995                | Larisa Neiland Todd Woodbridge           | Jill Hetherington John-Laffnie de Jager    | 7:68, 7:64                      |
| 1996                | Patricia Tarabini Javier Frana           | Nicole Arendt Luke Jensen                  | 6:2, 6:2                        |
| 1997                | Rika Hiraki Mahesh Bhupathi              | Lisa Raymond Patrick Galbraith             | 6:4, 6:1                        |
| 1998                | Venus Williams Justin Gimelstob          | Serena Williams Luis Lobo                  | 6:4, 6:4                        |
| 1999                | Katarina Srebotnik Piet Norval           | Larisa Neiland Rick Leach                  | 6:3, 3:6, 6:3                   |
| 2000                | Mariaan de Swardt David Adams            | Rennae Stubbs Todd Woodbridge              | 6:3, 3:6, 6:3                   |
| 2001                | Virginia Ruano Pascual Tomás Carbonell   | Paola Suárez Jaime Oncins                  | 7:5, 6:3                        |
| 2002                | Cara Black Wayne Black                   | Jelena Bowina Mark Knowles                 | 6:3, 6:3                        |
| 2003                | Lisa Raymond Mike Bryan                  | Jelena Lichowzewa Mahesh Bhupathi          | 6:3, 6:4                        |
| 2004                | Tatiana Golovin Richard Gasquet          | Cara Black Wayne Black                     | 6:3, 6:4                        |
| 2005                | Daniela Hantuchová Fabrice Santoro       | Martina Navratilova Leander Paes           | 3:6, 6:3, 6:2                   |
| 2006                | Katarina Srebotnik Nenad Zimonjić        | Jelena Lichowzewa Daniel Nestor            | 6:3, 6:4                        |
| 2007                | Nathalie Dechy Andy Ram                  | Katarina Srebotnik Nenad Zimonjić          | 7:5, 6:3                        |
| 2008                | Wiktoryja Asaranka Bob Bryan             | Katarina Srebotnik Nenad Zimonjić          | 6:2, 7:64                       |
| 2009                | Liezel Huber Bob Bryan                   | Vania King Marcelo Melo                    | 5:7, 7:65, [10:7]               |
| 2010                | Katarina Srebotnik Nenad Zimonjić        | Jaroslawa Schwedowa Julian Knowle          | 4:6, 7:65, [11:9]               |
| 2011                | Casey Dellacqua Scott Lipsky             | Katarina Srebotnik Nenad Zimonjić          | 7:66, 4:6, [10:7]               |
| 2012                | Sania Mirza Mahesh Bhupathi              | Klaudia Jans-Ignacik Santiago González     | 7:63, 6:1                       |
| 2013                | Lucie Hradecká František Čermák          | Kristina Mladenovic Daniel Nestor          | 1:6, 6:4, [10:5]                |
| 2014                | Anna-Lena Grönefeld Jean-Julien Rojer    | Julia Görges Nenad Zimonjić                | 4:6, 6:2, [10:7]                |
| 2015                | Bethanie Mattek-Sands Mike Bryan         | Lucie Hradecká Marcin Matkowski            | 7:63, 6:1                       |
| 2016                | Martina Hingis Leander Paes              | Sania Mirza Ivan Dodig                     | 4:6, 6:4, [10:8]                |
| 2017                | Gabriela Dabrowski Rohan Bopanna         | Anna-Lena Grönefeld Robert Farah           | 2:6, 6:2, [12:10]               |
| 2018                | Latisha Chan Ivan Dodig                  | Gabriela Dabrowski Mate Pavić              | 6:1, 6:75, [10:8]               |
| 2019                | Latisha Chan Ivan Dodig                  | Gabriela Dabrowski Mate Pavić              | 6:1, 7:65                       |
| 2020                | ausgefallen, COVID-19-Pandemie           | ausgefallen, COVID-19-Pandemie             | ausgefallen, COVID-19-Pandemie  |
| 2021                | Desirae Krawczyk Joe Salisbury           | Jelena Wesnina Aslan Karazew               | 2:6, 6:4, [10:5]                |
| 2022                | Ena Shibahara Wesley Koolhof             | Ulrikke Eikeri Joran Vliegen               | 7:65, 6:2                       |
| 2023                | Miyu Katō Tim Pütz                       | Bianca Andreescu Michael Venus             | 4:6, 6:4, [10:6]                |
| 2024                | Laura Siegemund Édouard Roger-Vasselin   | Desirae Krawczyk Neal Skupski              | 6:4, 7:5                        |
| 2025                | Sara Errani Andrea Vavassori             | Taylor Townsend Evan King                  | 6:4, 6:3                        |